# Конституционализам
Конституционализам јесте „комплекс идеја, ставова и узорака понашања који елаборирају принцип да се ауторитет владе изводи из и да је ограничен телом темељног права”.
Политичке организације су уставне до мере да „садрже институционализоване механизме контроле моћи ради заштите интереса и слобода грађанства, укључујући оне који су можда мањина”. Како политички научник и уставни тумач Дејвид Фелман описује:
Конституционализам је опис компликованог концепта, дубоко уграђеног у историјско искуство, који званичнике који проводе владину моћ приморава на ограничење вишим законом. Конституционализам прокламује пожељност правила из закона наспрам правила добијеног арбитрарним судом или пуком наредбом јавних званичника ... Кроз литературу која се бави савременим јавним законодавством и темељима државности централни елемент концепта конституционализма је да у политичком друштву владини званичници немају слободу да изволевају на било који начин који одаберу; приморани су да посматрају и ограничења моћи и процедуре које поставља врховни, конституционални [уставни] закон заједнице. Стога се може рећи да је мерило конституционализма концепт ограничене владе под вишим законом.
Конституционализам има и прескриптивне (прописне) и дескриптивне (описне) употребе. Професор права Герхард Каспер овај аспекат описује следећим речима: „Конституционализам има и дескриптине и прескриптивне конотације. Када се користи дескриптивно, односи се углавном на историјску борбу за конституционално препознавање права људи на ’пристанак’ и одређивање других права, слобода и привилегија. Када се користи прескриптивно, његово значење укључује оне одлике владе који се виде као есенцијални елементи ... устава.”
Једна од најистакнутијих одлика конституционализма јесте да описује и прописује и извор и ограничење владине моћи. Вилијам Х. Хамилтон је овај аспекат дуалне природе описао речима да је конституционализам „име дато поверењу које људи поклањају снагом речи стављеном на папир да се влада одржи у реду”.

## Конституционализам и уставна питања
Проучавање устава није нужно синоним за проучавање конституционализма. Иако су често повезани, постоје кључне разлике. Дискусија о овој разлици појављује се у раду америчког правног историчара Кристијана Г. Фрица: Амерички суверени: Народ и америчка уставна традиција пре грађанског рата, студији ране историје америчког конституционализма. Фриц напомиње да би аналитичар могао да приступи проучавању историјских догађаја усредсређујући се на питања која подразумевају „уставна питања” и да се то разликује од фокуса који укључује „питања конституционализма”. Уставна питања укључују аналитичара у испитивање како је устав био протумачен и примењен за расподелу моћи и власти, док се нова нација борила са проблемима рата и мира, опорезивања и репрезентације. Међутим:
Те политичке и уставне контроверзе такође су постављале питања конституционализма — како идентификовати колективног суверена, које је моћи суверен поседовао и како препознати када је тај суверен деловао. За разлику од уставних питања, на питања конституционализма није се могло одговорити позивањем на дати уставни текст или чак на судска мишљења. Уместо тога, била су отворена питања која су се заснивала на супротстављеним погледима које су Американци развили након независности о суверености народа и сталној улози народа да надгледа уставни поредак који је почивао на њиховој сувереној власти.
Сличну разлику је нагласио и британски уставни учењак А. В. Дајси у оцени британског неписаног устава. Дајси је уочио разлику између „конвенција устава” и „уставних закона”. „Суштинска разлика” између два концепта била је у томе што је уставни закон био састављен од „правила која [су] судови спроводили или признавали”, чинећи „тело закона у правом смислу тог израза”. Супротно томе, уставне конвенције састојале су се од „обичаја, пракси, максима или поука које судови не спроводе или не признају”, али „чине тело не закона, већ уставне или политичке етике”.

## Критике
Правник Џереми Волдрон каже да је конституционализам углавном недемократски:
Устави нису само питање ограничавања и лимитирања моћи; ради се о давању моћи обичним људима у демократији и омогућавање истима да контролишу изворе права и прилагоде апарат владе својим аспирацијама. То је демократски поглед устава, али не и конституционалистички поглед... Наравно, увек је могуће представити алтернативу конституционализму као алтернативни облик конституционализма: научници говоре о „народном конституционализму” или „демократском конституционализму”... Али ја мислим да је вредно истаћи праву верзију антипатије између конституционализма и демократске или народне самовладе, ако не само зато што ће нам то помоћи да измеримо јасније меру до које нова и ’одрасла’ теорија уставног права узима праву количину конституционалног терета осигуравајући да људи нису обесправљени самим документом који треба да им да њихову моћ.
Конституционализам је такође критиковао Мари Ротбард, који га је осудио као такав да нема могућност обуздавања влада и да не штити права грађана од самих њихових влада:
[И]стина је да, у Сједињеним Државама, барем, имамо устав који намеће стриктне лимите на неке овласти владе. Али, ми смо открили у прошлом веку, ниједан устав не може да интерпретира или примени сам себе; морају да га интерпретирају људи. А ако је ултимативна моћ интерпретирања устава дата владином сопственом Врховном суду, тада постоји неминовна тенденција да Суд настави да ставља имприматур на све шире овласти сопствене владе. Надаље, врло хваљена „контрола и равнотежа” и „сепарација овласти” у Америчкој влади јесте климава у суштини, пошто у коначној анализи све ове дивизије јесу део исте владе и њима управља иста група владара.

## Исламски конституционализам
Опсег и лимити конституционализма у муслиманским земљама привлаче све већи интерес последњих година. Аутори као што је Ан Мејер дефинишу исламски конституционализам као „конституционализам који је у једној форми заснован на исламским принципима, насупрот конституционализма који се развио у земљама које јесу муслиманске али које нису специфично темељене на исламским принципима”. Међутим, конкретно значење термина остаје спорно међу муслиманима, али и међу западњачким научницима. Утицајни мислиоци као што је Мухамед Хашим Кемали или Халид Абу Ел Фадил, али и неки млађи као што је Асифа Курејши или Надирсја Хосен комбинују класично исламско право с модерним конституционализмом. Уставне промене које је иницирало Арапско пролеће односно његов покрет већ су у реалност довеле многе нове хибридне моделе исламског конституционализма.